# 차이나 리스크
차이나 리스크(China risk)는 중국이 긴축적인 정책을 펼치거나 타 이유들로 인해 중국의 경제가 얼어붙을 경우, 중국에 대해 수출의존도가 큰 기업이나 국가들이 큰 위험에 처한다는 경제용어이다.

## 같이 보기
- 투자
- 컨트리 리스크(영어판)